# Tegenaria halidi
Espèce
Tegenaria halidi est une espèce d'araignées aranéomorphes de la famille des Agelenidae.

## Distribution
Cette espèce est endémique d'Azerbaïdjan.

## Description
Le mâle holotype mesure 8,85 mm et la femelle paratype 7,25 mm.

## Étymologie
Cette espèce est nommée en l'honneur de Halid A. Aliev.

## Publication originale
- Guseinov, Marusik & Koponen, 2005 : Spiders (Arachnida: Aranei) of Azerbaijan 5. Faunistic review of the funnel-web spiders (Agelenidae) with the description of a new genus and species. Arthropoda Selecta, vol. 14, no 2,  p. 153-177 (texte intégral).